# Caubiac
Caubiac és un municipi occità de Gascunya, en el departament de l'Alta Garona, a la regió d'Occitània.